# مركبة نبتون المدارية

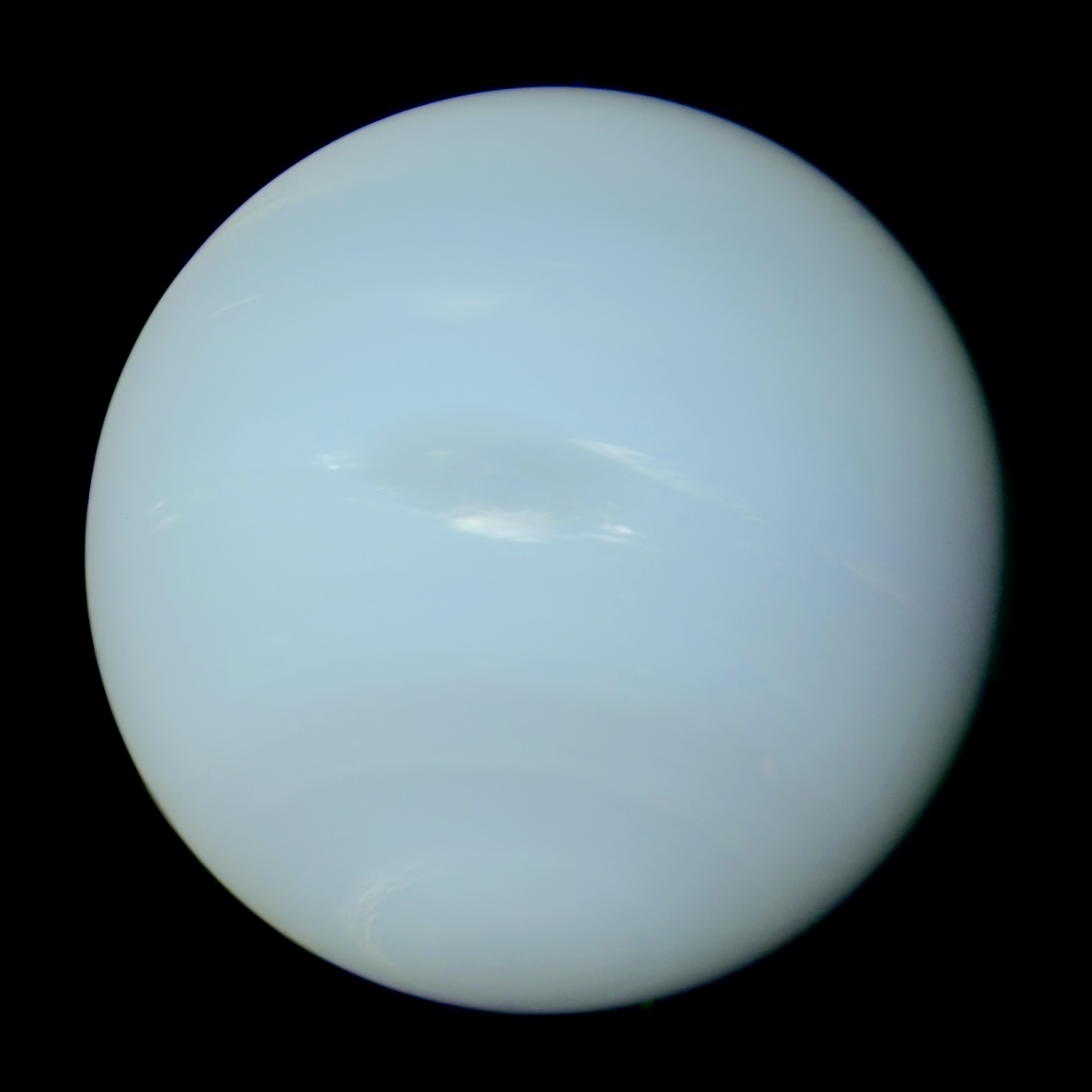

مركبة نبتون المدارية (بالإنجليزية: Neptune Orbiter)‏، وهي مهمة كوكبية مُقترحة غير مأهولة تابعة لوكالة ناسا بغرض استكشاف كوكب نبتون. كان من المتوقع أن تُطلق هذه المهمة حول عام 2016 وستستغرق 8 إلى 12 عامًا لتصل إلى كوكب نبتون؛ ومع ذلك، توقف الموقع الإلكتروني لوكالة ناسا عن عرض أي تاريخ محتمل لإطلاق هذه المهمة. كان من المتوقع أن تجيب هذه المهمة على العديد من الأسئلة المُثارة حول طبيعة كوكب نبتون.
كان غرض هذه المهمة دراسة الطقس والغلاف الجوي لكوكب نبتون، بالإضافة إلى حلقاته، وأقماره، وتحديدًا القمر ترايتون. اقترح معهد كاليفورنيا للتقنية (كالتيك) أحد الخطط لهذه المهمة في عام 2004، بينما اقترحت جامعة إيداهو وشركة بوينغ خطةً بديلة في عام 2005.

## ملخص المهمة والحالة
كانت المهمة الرئيسية لمركبة نبتون المدارية هي الدخول في مدار حول الكوكب وتنفيذ عدد من الدراسات العلمية عليه. اقتُرحت فكرة هذه المهمة لأول مرة لوكالة ناسا في عام 2005. اقتُرح استخدام نظام إطلاق شبيه بالصاروخ دلتا 4 أو الصاروخ أطلس 5. تضمن مسار المهمة إجراء مناورة المساعدة بالجاذبية عند كوكبي الزهرة والمشتري للوصول إلى كوكب نبتون. قُدر الوقت الذي ستستغرقه المركبة للوصول إلى نبتون بنحو عشرة أعوام وربع.
ستطلق المركبة المدارية، قبل وصولها بقليل، مسبارين جويين، بغرض نقل البيانات قبل مناورة الالتقاط الهوائي عند الغلاف الجوي للكوكب. وستبدأ المركبة بعد ذلك في دخول المدار حول كوكب نبتون من خلال تنفيذ مناورة الالتقاط الهوائي. ستنفذ المركبة المدارية، بعد تعديل مدارها إلى المدار العلمي المُخطط له، عددًا من الدراسات حول كوكب نبتون، وحلقاته، وغلافه الجوي، وطقسه، وأقماره الطبيعية.
أُزيلت هذه المهمة، في عام 2008، من قائمة المهمات المستقبلية المحتملة لناسا. ووفقًا لميزانية ناسا لعام 2010، خُصص تمويل المهمات المتجهة إلى النظام الشمسي الخارجي لمهمة نظام أوروبا المشتري المستقبلية. وخُصص باقي الميزانية وقتها للمهمات الأخرى القادمة مثل كاسيني-هويجنز، وجونو، ونيو هورايزونز، ولم يكن نظام الكوكب نبتون جزءًا من أي مهمة أخرى رسمية.
وضعت ناسا فكرة تنفيذ مهمة إلى أحد الكواكب العملاقة الثلجية في اعتبارها، أي إلى نبتون أو أورانوس، وذلك في الدراسة الاستقصائية العقدية لناسا خلال عام 2011، ولكن رُجحت مهمة مسبار ومركبة أورانوس المدارية عن مهمة كوكب نبتون لأسباب متعلقة بسهولة وقابلية التنفيذ.
اقتُرح تنفيذ مناورة تحليق بالقرب من نبتون بواسطة مختبر الدفع النفاث بناسا (JPL) عام 2019، وأُطلق على هذه المناورة اسم ترايدنت على أن تكون جزءًا من برنامج ديسكفري الفضائي.